# Дві хвилини правди
«Дві хвилини правди» — роман української письменниці Ірен Роздобудько, виданий у 2008 році видавництвом Нора -Друк.

## Анотація
Можливо, ви їх зустрічали…Тих, хто за одну-дві хвилини здатен зробити чи виправити помилку.Тих, хто, ховаючи від «вогнів великого міста» справжні почуття під маскою іронії, здатен «їхати світ за очі» у пошуках пригод або слави, не розуміючи, що шукає себе.Тих, кого називають неприкаяними, адже вони живуть на межі добра і зла і кожної хвилини можуть зробити крок у будь-який бік.

## Сюжет
У зав'язці сюжету книги, про яку йдеться, нема нічого особливого: рядове робоче відрядження журналістки Єви та оператора Дана, що їдуть робити звичну роботу. Отже, дорога… А дорога – це зміна, це – рух, це – неминучі зустрічі, обов'язкові випадковості, тобто, умови гри заявлено чітко й недвозначно. Спочатку героїв двоє, потім гра продовжується втрьох, ще далі – вчотирьох, бо додаються Мія та Іван. Серед них нема поганих і хороших. Є люди. Зі своїми позитивними й негативними рисами. Зі своїм дивним, химерним, трагічним життям, котре круто змінила дорога.
Ситуація вимальована цілком природна: зустрілися чужі люди, але дорога їх зблизила, й вони стали близькими один одному, незамінними, єдиними. Сюжет набуває універсальності філософської притчі, адже побудований на незбігові видимого й сущого ( і в результаті – непередбаченого), бо ж муки мученицькі, нестерпні страдницькі гризоти відчуження – це головна психологічна реальність нашого часу.
Дорога змусила головних героїв зупинитися, подивитися на своє звичне існування, і зі жахом упевнитися в його фальші, в тому, що весь попередній спосіб життя – чистої води лицемірство, удаване, облудне, штучне життя. Не випадково раз по раз виникає образ метелика за склом – прекрасна за своєю глибиною метафора несумісності, окремішності, приреченості:
 “…я не хочу обманювати тебе. Я – метелик. Жила – і померла. Тобі подобаються засушені метелики? У мене вже є все, що потрібно: коробка зі скляною кришкою, жорсткий поролон, голки по обох боках – аби крильця завжди були розпрямленими і гарними. На мене дивляться, але ніхто не може видряпати з-під скла. Я цього не хочу!”
Письменниця вдало використала випробуваний багатьма літераторами, перевірений часом спосіб демаскування персонажів. Віч-на-віч із собою та під впливом дорожніх подій у наших героїв із-під машкари зневіри й байдужості раптом визирають справжні обличчя. Буває, що для цієї оздоровчої процедури вистачає двох хвилин!
Головній героїні Єві пофартило: переживши душевну драму, вона знайшла довгоочікувану гармонію між собою і світом, повернулася до себе справжньої, впевнилася у тлінності зла, неминучості добра і вірності своєму призначенню. Операторові Дану це не вдалося, бо повернення до норми він сприйняв як небезпеку, як порушення загальноприйнятих канонів.
Звісно, роман містить у собі немалу частку обов'язкового антуражу гри: події, щедро начинені ознаками трилера: кривава бійка при спробі зґвалтування беззахисної Мії групою п'яниць, героїчне її врятування, небезпечне поранення Івана, вбивство одного з нападників, таємнича аура ворожки і цілительки, яка рятує Івана від смерті, і ще багато іншої екзотики.
У всьому – фатальність, рокованість, загостреність, що доведені до межі. Але то вже деталі. Головне – зі сторінок роману Ірен Роздобудько постає страхітлива історія запізнілого пробудження душі, й одночасно віра у можливість людини круто змінитися, зробивши на дорозі свого життя зупинку. От тільки бажано, щоби не запізно!